# Aulnay-sur-Iton
Aulnay-sur-Iton é uma comuna francesa na região administrativa da Normandia, no departamento de Eure. Estende-se por uma área de 1,53 km². Em 2010 a comuna tinha 729 habitantes (densidade: 476,5 hab./km²).